# Frio County
Das Frio County ist ein County im Bundesstaat Texas der Vereinigten Staaten. Das U.S. Census Bureau hat bei der Volkszählung 2020 eine Einwohnerzahl von 18.385 ermittelt. Der Sitz der Countyverwaltung (County Seat) befindet sich in Pearsall.

## Geographie
Das County liegt südlich des geographischen Zentrums von Texas und ist mit seiner südwestlichen Grenze etwa 70 km von Mexiko entfernt. Es hat eine Fläche von 2938 Quadratkilometern, wovon 3 Quadratkilometer Wasserfläche sind. Es grenzt im Uhrzeigersinn an folgende Countys: Medina County, Atascosa County, La Salle County und Zavala County.

## Geschichte
Frio County wurde am 1. Februar 1858 aus Teilen des Atascosa County, Bexar County und Uvalde County gebildet. Die Verwaltungsorganisation wurde am 20. Juli 1871 abgeschlossen. Benannt wurde es nach dem Frio River, dessen Name sich vom spanischen frio (deutsch: „kalt“) ableitet.
Ein Bauwerk des Countys ist im National Register of Historic Places (NRHP) eingetragen (Stand 26. Mai 2019), das Old Frio County Jail.

## Demografische Daten

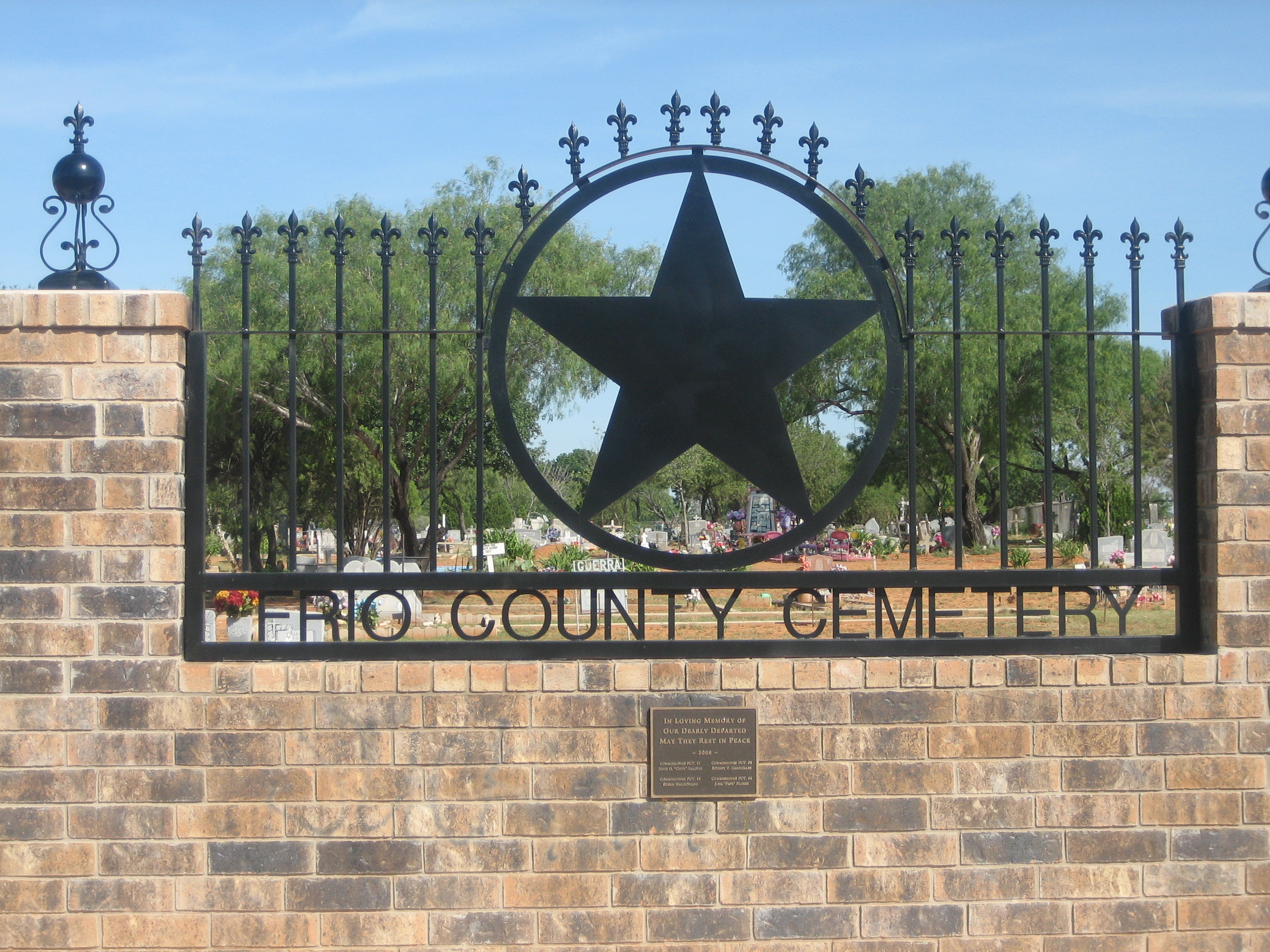
Der Frio County Cemetery

Nach der Volkszählung im Jahr 2000 lebten im Frio County 16.252 Menschen in 4.743 Haushalten und 3.642 Familien. Die Bevölkerungsdichte betrug 6 Einwohner pro Quadratkilometer. Ethnisch betrachtet setzte sich die Bevölkerung zusammen aus 71,86 Prozent Weißen, 4,87 Prozent Afroamerikanern, 0,58 Prozent amerikanischen Ureinwohnern, 0,41 Prozent Asiaten, 0,02 Prozent Bewohnern aus dem pazifischen Inselraum und 19,76 Prozent aus anderen ethnischen Gruppen; 2,50 Prozent stammten von zwei oder mehr Ethnien ab. 73,76 Prozent der Einwohner waren spanischer oder lateinamerikanischer Abstammung.
Von den 4.743 Haushalten hatten 40,7 Prozent Kinder oder Jugendliche, die mit ihnen zusammen lebten. 55,2 Prozent waren verheiratete, zusammenlebende Paare 16,0 Prozent waren allein erziehende Mütter und 23,2 Prozent waren keine Familien. 20,6 Prozent waren Singlehaushalte und in 9,3 Prozent lebten Menschen im Alter von 65 Jahren oder darüber. Die durchschnittliche Haushaltsgröße betrug 2,98 und die durchschnittliche Familiengröße betrug 3,44 Personen.
28,7 Prozent der Bevölkerung war unter 18 Jahre alt, 11,2 Prozent zwischen 18 und 24, 30,8 Prozent zwischen 25 und 44, 18,7 Prozent zwischen 45 und 64 und 10,6 Prozent waren 65 Jahre alt oder älter. Das Medianalter betrug 31 Jahre. Auf 100 weibliche Personen kamen 121,4 männliche Personen und auf 100 Frauen im Alter von 18 Jahren oder darüber kamen 130,2 Männer.
Das jährliche Durchschnittseinkommen eines Haushalts betrug 24.504 USD, das Durchschnittseinkommen einer Familie betrug 26.578 USD. Männer hatten ein Durchschnittseinkommen von 23.810 USD, Frauen 16.498 USD. Das Prokopfeinkommen betrug 16.069 USD. 24,5 Prozent der Familien und 29,0 Prozent der Einwohner lebten unterhalb der Armutsgrenze.

## Orte im County
- Alta Vista Colonia
- Bigfoot
- Derby
- Dilley
- Divot
- Frio Heights Colonia
- Frio Town
- Goldfinch
- Hilltop
- Hilltop Colonia
- Miguel
- Moore
- North Pearsall
- Pearsall
- Schattel
- West Pearsall